# Ministerium für Energie und Raumentwicklung Luxemburg

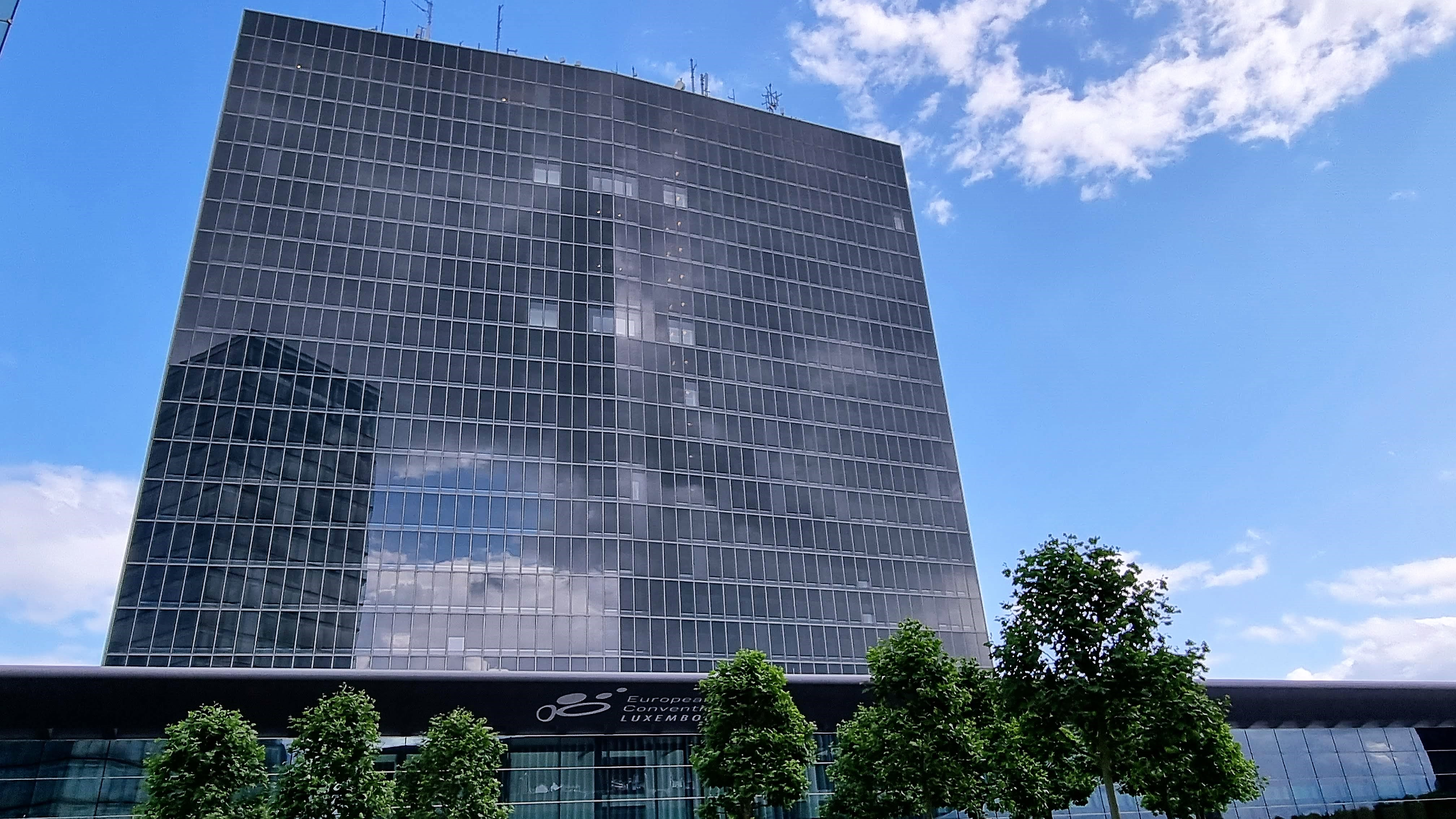
Sitz des Ministeriums

Das Ministerium für Energie und Regionalplanung (kurz Energieministerium genannt) ist ein Ministerium in Luxemburg. Einerseits koordiniert es die Energiepolitik des Landes und verfolgt vor allem die Ziele der Sicherung einer nachhaltigen Energieversorgung, andererseits überwacht es die Koordinierung kommunaler, interkommunaler, nationaler und internationaler Fachpolitiken, die Auswirkungen auf die Energieversorgung haben. Es beobachtet auch die Nachverfolgung der räumlichen Entwicklung.

## Kompetenzen
Zuschnitt und Kompetenzbereich des Ministeriums sind mittels großherzoglichem Beschluss vom 28. Mai 2019 festgelegt.
Dazu gehören:

### Energie-Departement
ist zuständig für eine sichere Versorgung und folgende Bereiche beizubehalten und zu stärken:
- Strom
- Erdgas
- Feste und flüssige Brennstoffe
- Erneuerbare Energien
- Energieeffizienz und Energiesparmaßnahmen
- Europäische Politik und internationale Beziehungen,
- Förderung von Aktivitäten im Bereich der Energietechnologien

### Departement für Landesplanung
Die einzelnen Aktivitätsbereiche beinhalten:
- Entwicklung räumlicher Strategien
- Schaffung verbindlicher Planungsgrundlagen
- städtische und regionale Entwicklung
- Naturparks,
- grenzübergreifende Landesplanung
- europäische territoriale Zusammenarbeit
- international Landesplanungspolitik

folgende Unternehmen/Institutionen werden vom Ministerium beaufsichtigt:
- Encevo,
- Enovos,
- Creos,
- SEO (Société électrique de l’Our),
- Groupement d'intérêt économique myenergy,
- d'Naturparken.

## Liste der Energieminister
| Minister                                                                 | Partei    | vu(n)              | bis                |
| ------------------------------------------------------------------------ | --------- | ------------------ | ------------------ |
| Antoine Wehenkel                                                         | LSAP      | 15. Juli 1964      | 6. Februar 1969    |
| Marcel Mart                                                              | DP        | 6. Februar 1969    | 15. Juni 1974      |
| Marcel Mart                                                              | DP        | 15. Juni 1974      | 16. September 1977 |
| Josy Barthel                                                             | DP        | 16. September 1977 | 16. Juli 1979      |
| Josy Barthel                                                             | DP        | 16. Juli 1979      | 20. Juli 1984      |
| Marcel Schlechter                                                        | LSAP      | 20. Juli 1984      | 14. Juli 1989      |
| Alex Bodry                                                               | LSAP      | 14. Juli 1989      | 13. Juli 1994      |
| Robert Goebbels                                                          | LSAP      | 13. Juli 1994      | 26. Januar 1995    |
| Robert Goebbels                                                          | LSAP      | 26. Januar 1995    | 7. August 1999     |
| Das Ressort Energie unterstand von 1999 bis 2018 dem Wirtschaftsminister |           |                    |                    |
| Claude Turmes                                                            | déi Gréng | 5. Dezember 2018   | 8. Oktober 2023    |
| Das Ressort Energie untersteht seit 2023 dem Wirtschaftsministerium      |           |                    |                    |